# Cocina y especialidades de Norte-Paso de Calais

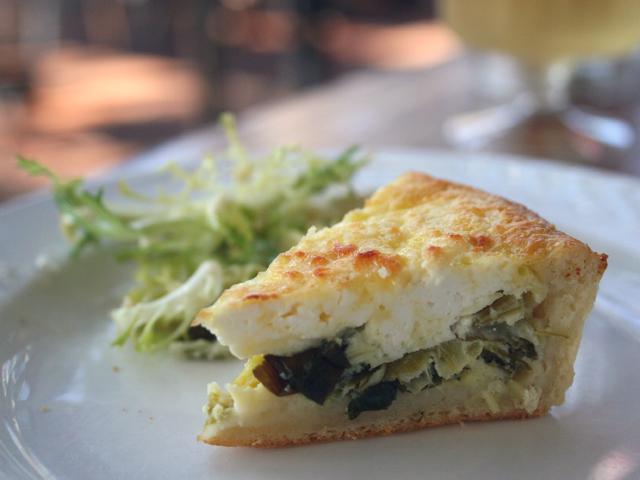
Tarta flamicheque se elabora con el queso maroilles.

La cocina del Norte-Paso de Calais es una culinaria regional francesa cuyas especialidades se han heredado en gran parte del Condado de Flandes. 
La región fue desde siempre un lugar de paso en Europa y sus especialidades evocan su historia como la influencia inglesa en la Costa de Ópalo o los platos de origen polaco en la cuenca minera de la región.   
El Norte-Paso de Calais es una región agrícola en la que se cría ganado lechero. Así,  presenta una gran producción de quesos, como el famoso maroilles, que se utiliza en una de las variedades de flamiche. El litoral de la región posee el puerto de pesca más grande de Francia localizado en Boulogne-sur-Mer. 

## Cocina

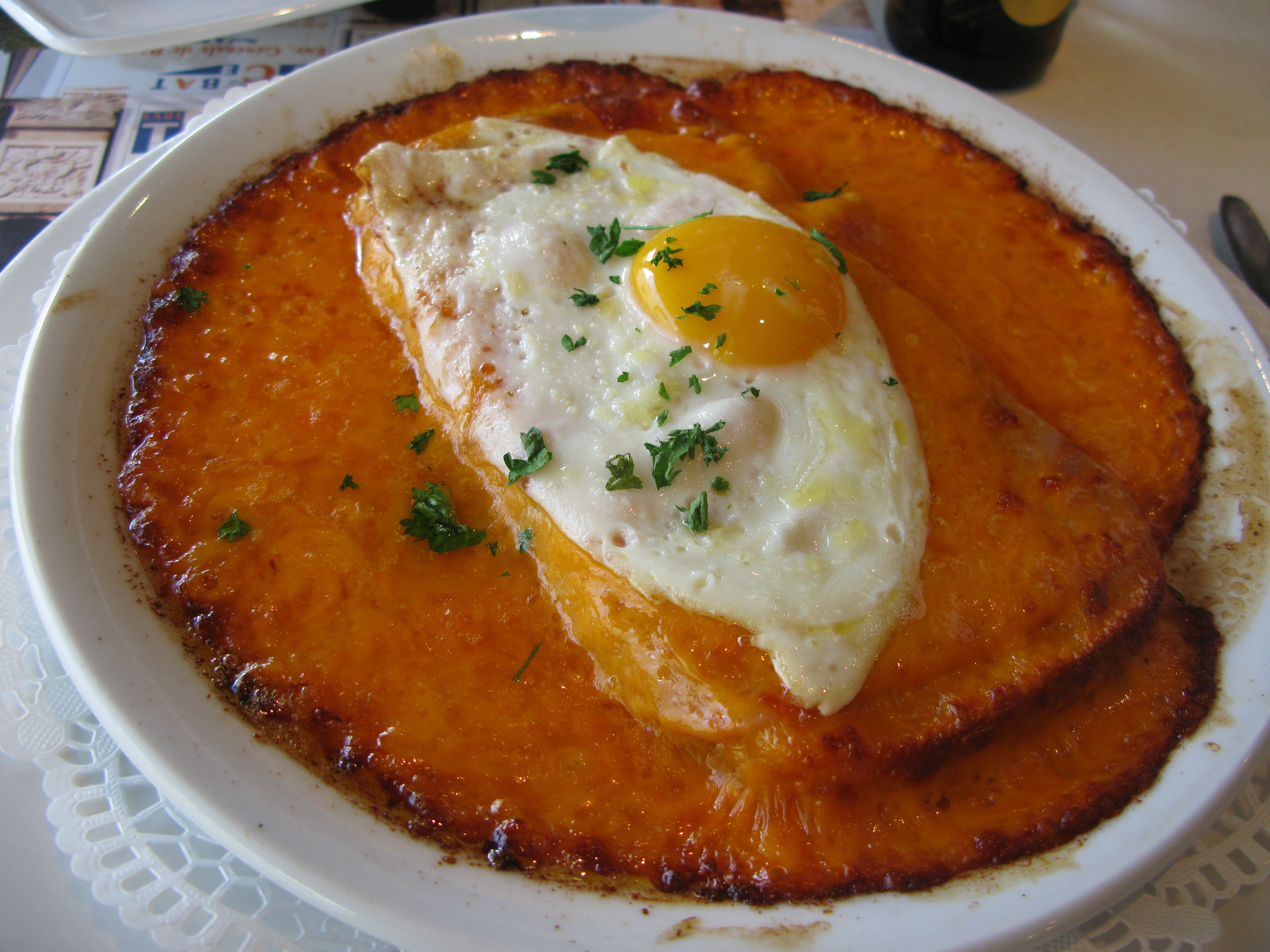
Welsh con huevo

La influencia flamenca se encuentra en los platos cocinados con cerveza como por ejemplo el "coq à la bière" (pollo borracho cocinado con cerveza). Generalmente se suaviza el amargor de la de la cerveza con un sabor dulce como el pan de especias en la "carbonade flamande" o las ciruelas en el  conejo "à la tournaisienne".  Estos platos, especialmente los cocinados con conejo, suelen prepararse los días de fiesta.
Se encuentran también influencias de otros lugares; en Boulogne-sur-Mer o Calais, por ejemplo el "welsh", de origen galo se ha convertido en una especialidad regional.
Asimismo se utiliza la cerveza  como levadura en los "beignets" (buñuelos) y los "couquebaques"(crepes con cerveza), así que en la masa levantada que sirve para hacer las "flamiches" (tarta a base de queso y huevo o espárragos). Otro pan típico de la región, y a diferencia del comentado, faluche, que destaca por su presentación minimalista, redondeado y aplatanado así como por su llamativo color blanco.  

### La cocina de mar

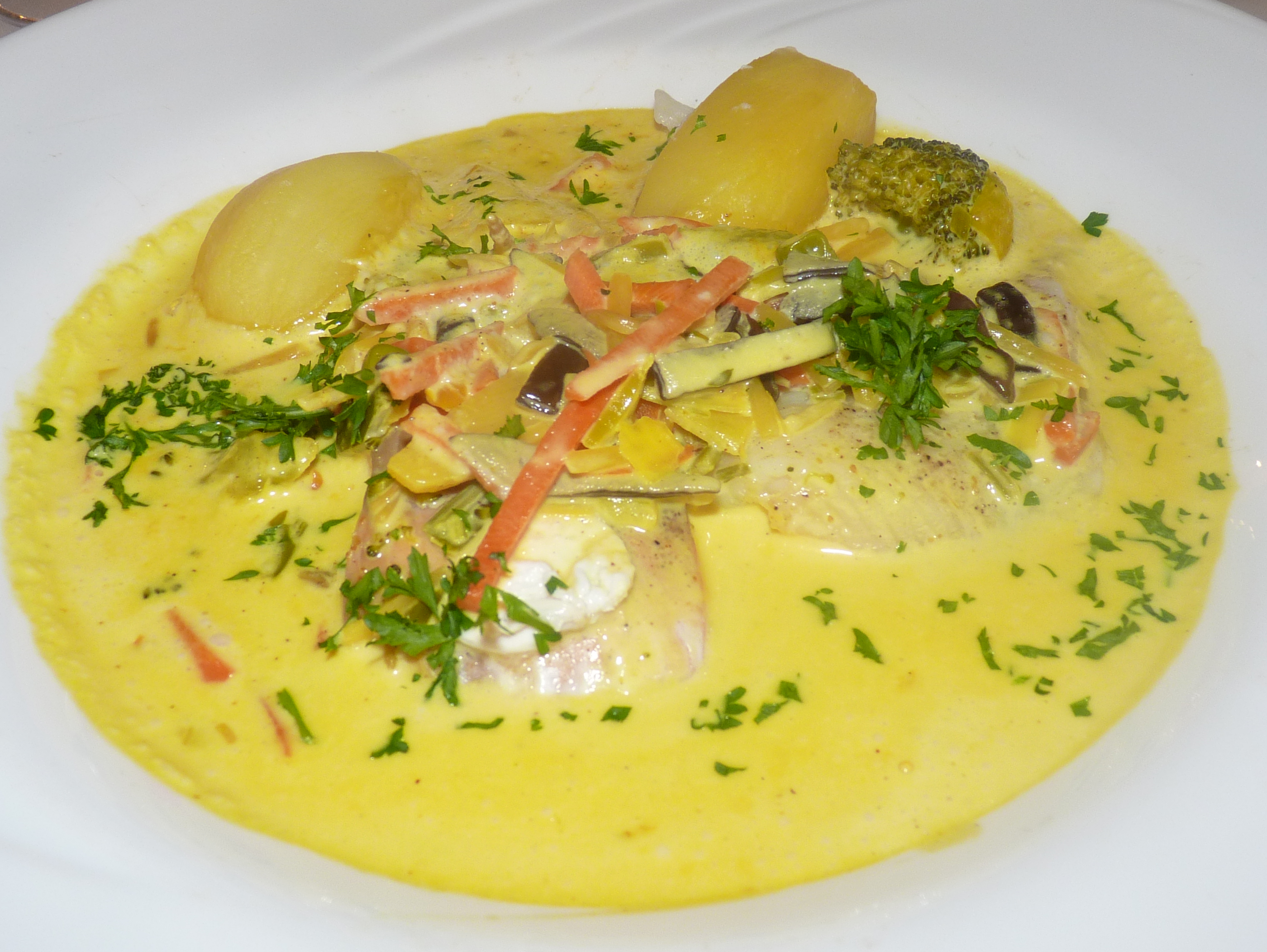
Waterzooi de pescado

Los productos de mar están muy presentes en la cocina del litoral de la Costa de Ópalo.
Los mejillones son una especialidad de Boulogne y de Calais. Se preparan a la marinera o con un chorrito de vinagre, y van acompañados con patatas fritas. Son asimismo un ingrediente en las recetas de pescado “à la Boulonnaise”, en la famosa sopa de pescado de los pescadores de Étaples llamada "caudière", así  como en la crema de coliflor y mejillones, la especialidad de la región de Audomarois.
El pescado suele servirse con patatas cocinadas al vapor. Se aprecia también la endivia cruda en ensalada para acompañar el arenque ahumado o estofado con el pescado y las vieiras. 
Los camarones son una especialidad de Dunkerque y se elaboran en croquetas como en Bélgica, pero generalmente suelen servirse al natural, con una rebanada de pan con mantequilla.
Finalmente, el "waterzooï" es un estofado de pescado y verduras cocinado con crema. Esta receta de origen flamenco puede también prepararse con pollo.

### Postres y pastelería

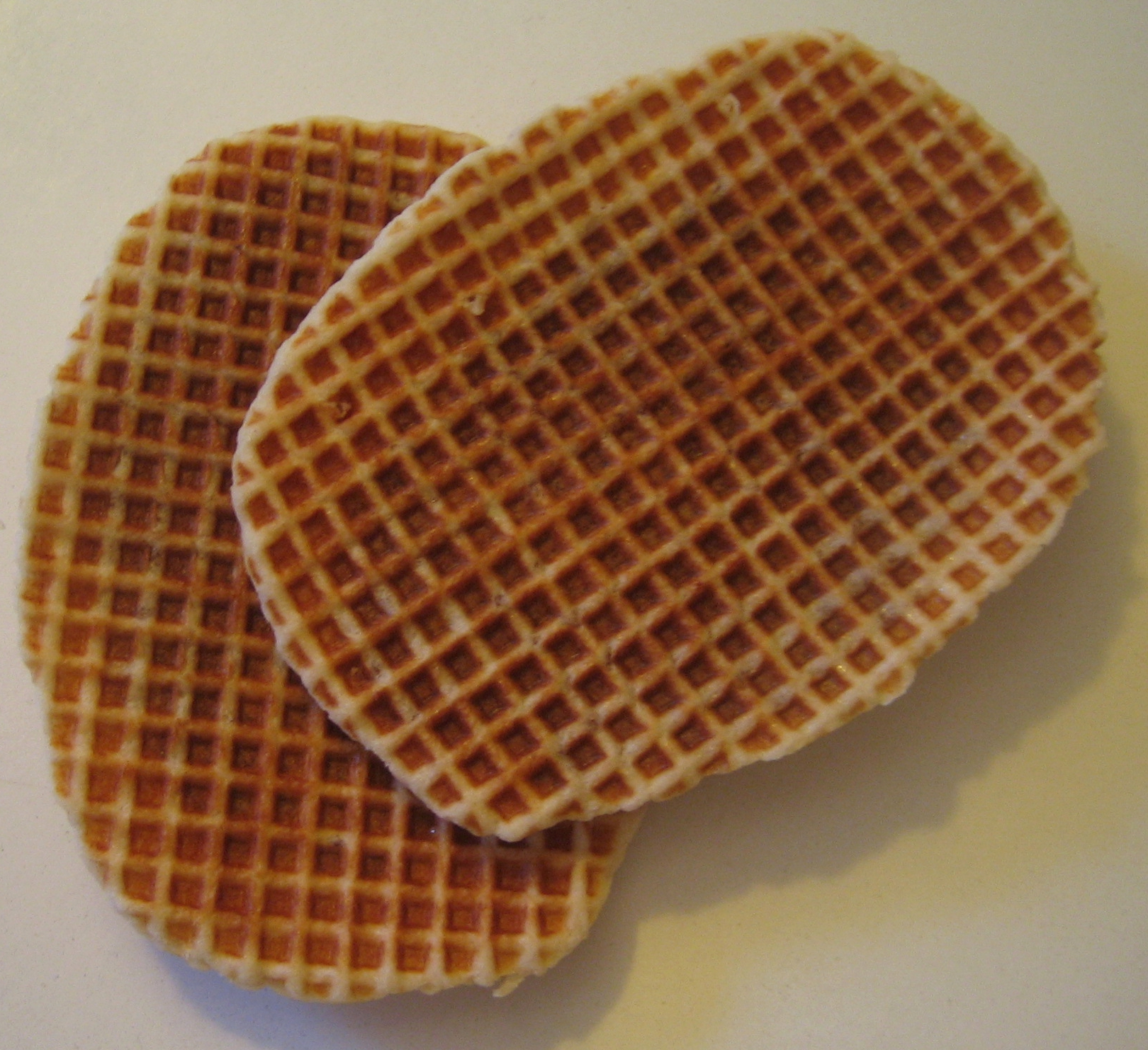
Gofres de Lille o "gaufres fourrées lilloises"

Un postre privilegiado en las comidas familiares del Norte es la tarta, elaborada tradicionalmente a partir de masa levantada. Puede ser simplemente de manzana, de ciruelas o de ruibarbo pero las especialidades locales son la “tarte au papin" que está rellenada de flan y que también se conoce como “tarte au libouli” o “tarte à gros bords” (tarta con bordes gruesos), así como la tarta de azúcar o tarta "à la vergeoise" que se compone de una preparación hecha a partir de azúcar moreno.
La vergeoise (llamado “cassonade” en la región) es un azúcar recocido, suave y perfumado. Se utiliza especialmente en los postres, por ejemplo espolvoreado sobre los crêpes con cerveza que se cocinan habitualmente en la región o sobre los típicos gofres de Bruselas y los de la ciudad de Lille,  llamadas "gaufres lilloises".
Se utiliza asimismo como relleno en los gofres con almíbar llamados “gaufres fourrées lilloises” (gofres de Lille). Estos hicieron la notoriedad de la famosa empresa de pastelería de la ciudad, la Maison Meert que los fabrica desde 1848. 
Para las fiestas de fin de año se elaboran otras especialidades como las galletas de especias llamadas spéculoos, que venían tradicionalmente en forma de San Nicolás y se confeccionaban en su día. Ahora tienen formas diferentes y se comen durante todo el año. 
El pan de Jesús, llamada "concha de Navidad" o “quéniole”, es un bizcocho en forma de Niño Jesús que se consume durante las fiestas de San Nicolás y Navidad. También se puede encontrar en Bélgica dónde se le conoce con el nombre de “cougnou”. Se suele dar este bizcocho en las escuelas antes de las vacaciones de Navidad, y a las personas ancianas en paquetes que distribuyen los ayuntamientos durante ese periodo del año. El "makowiec", bizcocho con semillas de amapola, también es un dulce tradicional de Navidad que los polacos trajeron cuando emigraron a las cuencas mineras de la región a principios del siglo XX.
Los gofres finos, llamados gofres “de Dunkerque” o  “strin”, suelen consumirse más bien durante fin de año. Tradicionalmente se regalaban  a las familias que venían a desear un feliz año nuevo a la gente mayor.